# Tramway de Bordeaux à Cadillac
Le Tramway de Bordeaux à Cadillac (TBC), a fonctionné entre Bordeaux et Cadillac dans le département de la Gironde entre 1897 et 1935. La ligne était construite à voie métrique.

## Histoire
La ligne est déclarée d'utilité publique le 24 juillet 1894. Elle est concédée à M. Jean-Emile Faugère auquel se substitue la Compagnie du tramway de Bordeaux à Cadillac en 1901.

## Infrastructure

### La ligne
- Bordeaux - Cadillac, (32 km), ouverture le 15 avril 1897 et fermeture le 30 juin 1935.

La gare de départ de Bordeaux se trouvait quai Deschamps en aval du pont de Pierre sur la rive droite de la Garonne. Elle était contigüe à l'ancienne gare des chemins de fer de l'État.

### Gares de jonction
- Gare de Bordeaux-État (Bastide) avec les chemins de fer de l'État
- Gare de Latresne avec la Compagnie du Chemin de fer de Paris à Orléans

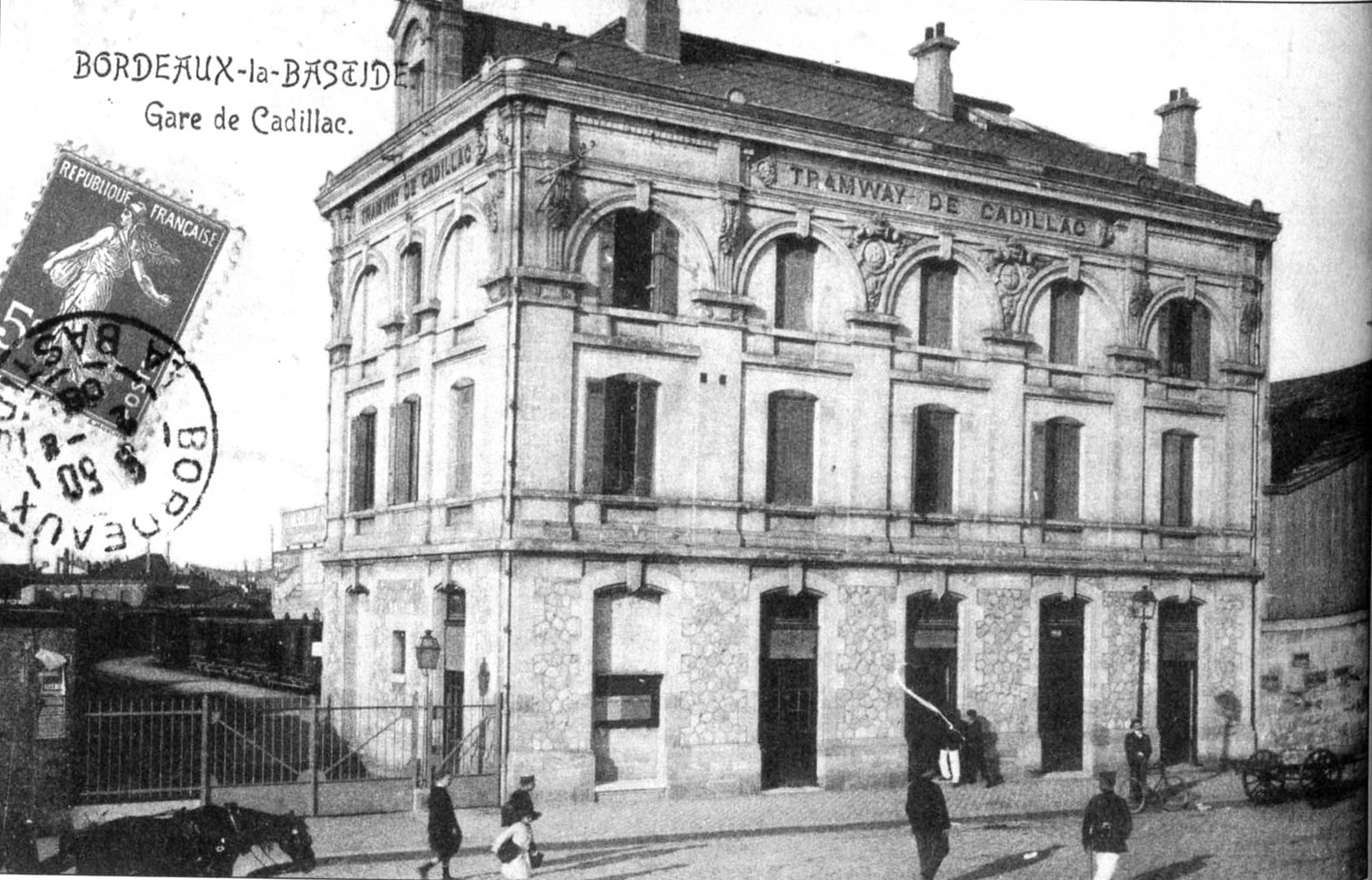
La gare du tramway à Bordeaux-Bastide.
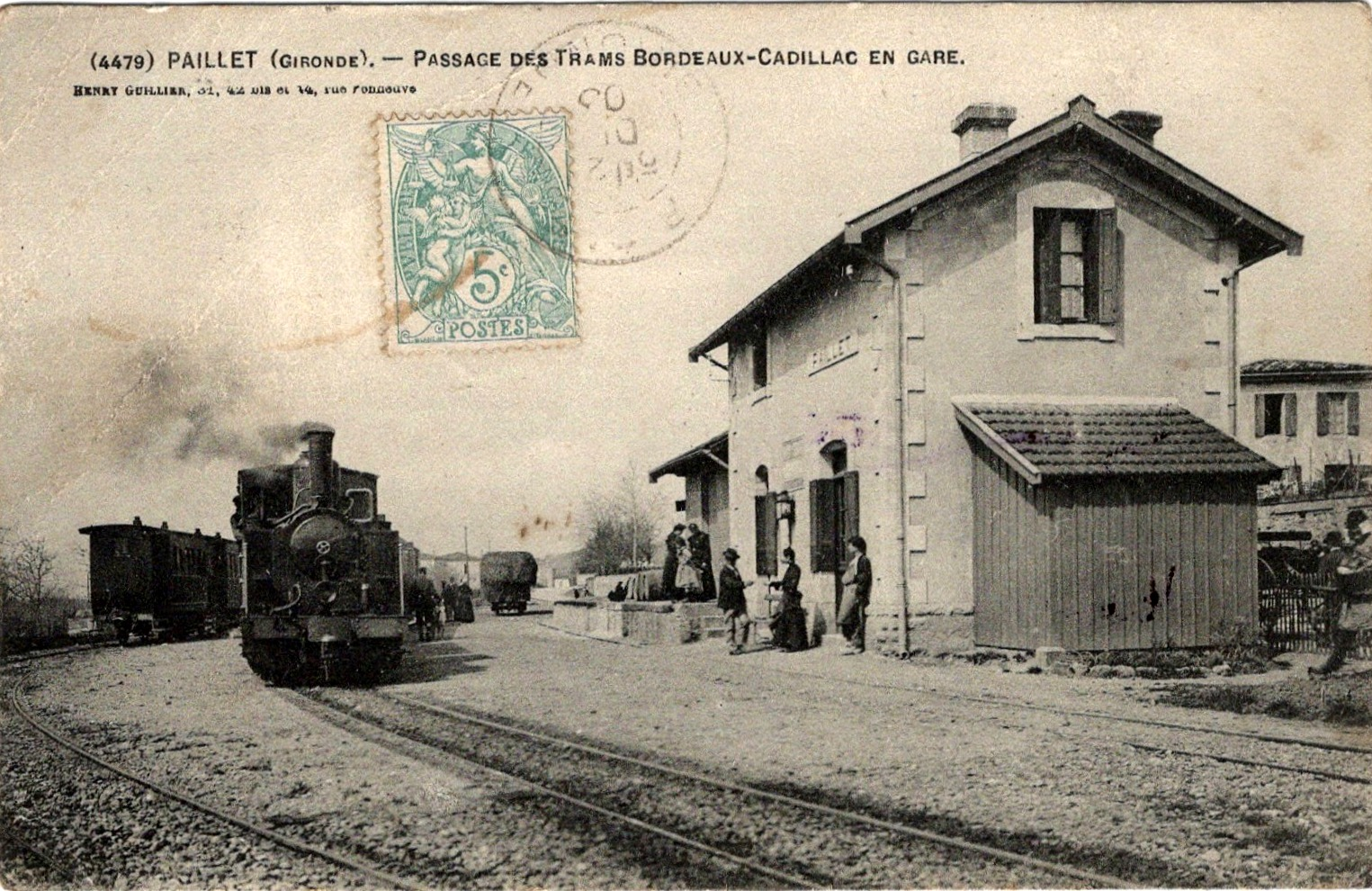
Un train en gare de Paillet.
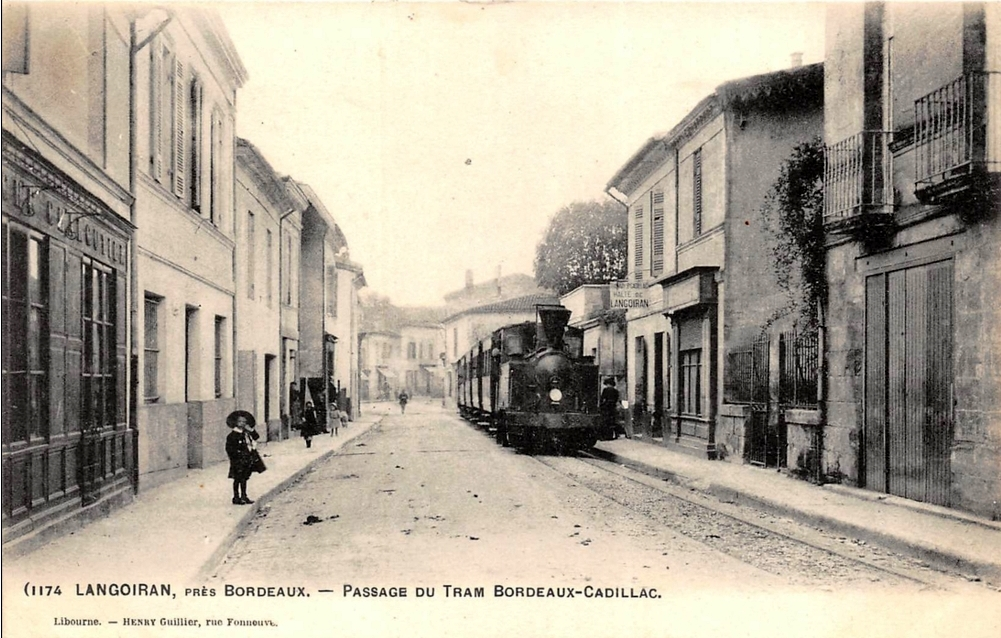
Un train traversant le bourg de Langoiran.
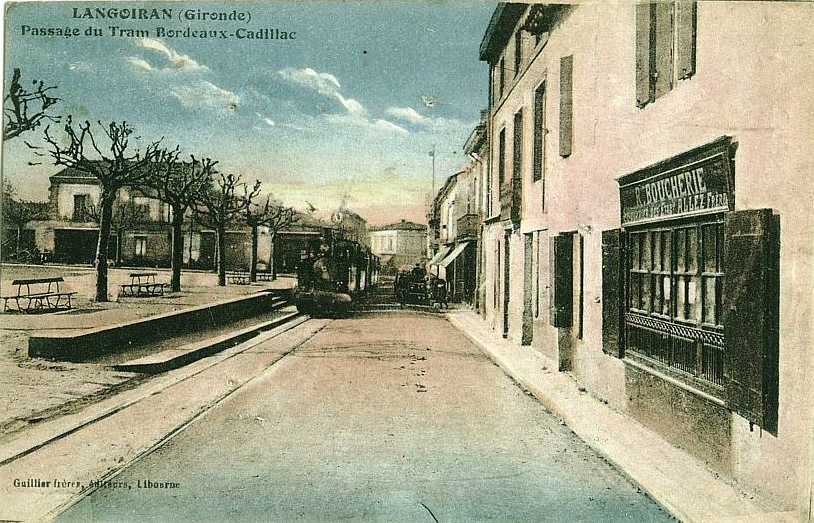
Un train à Langoiran.
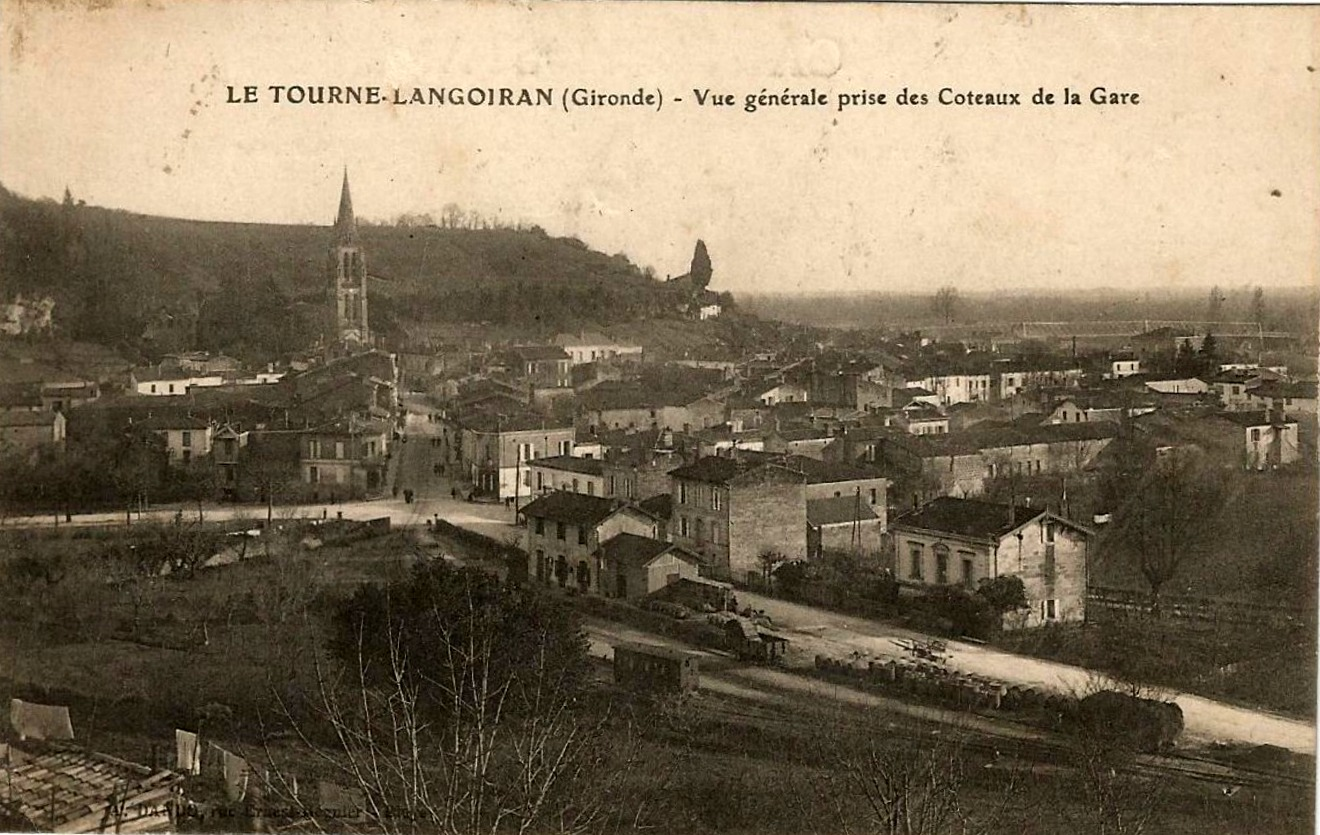
Le Tourne - vue de la gare
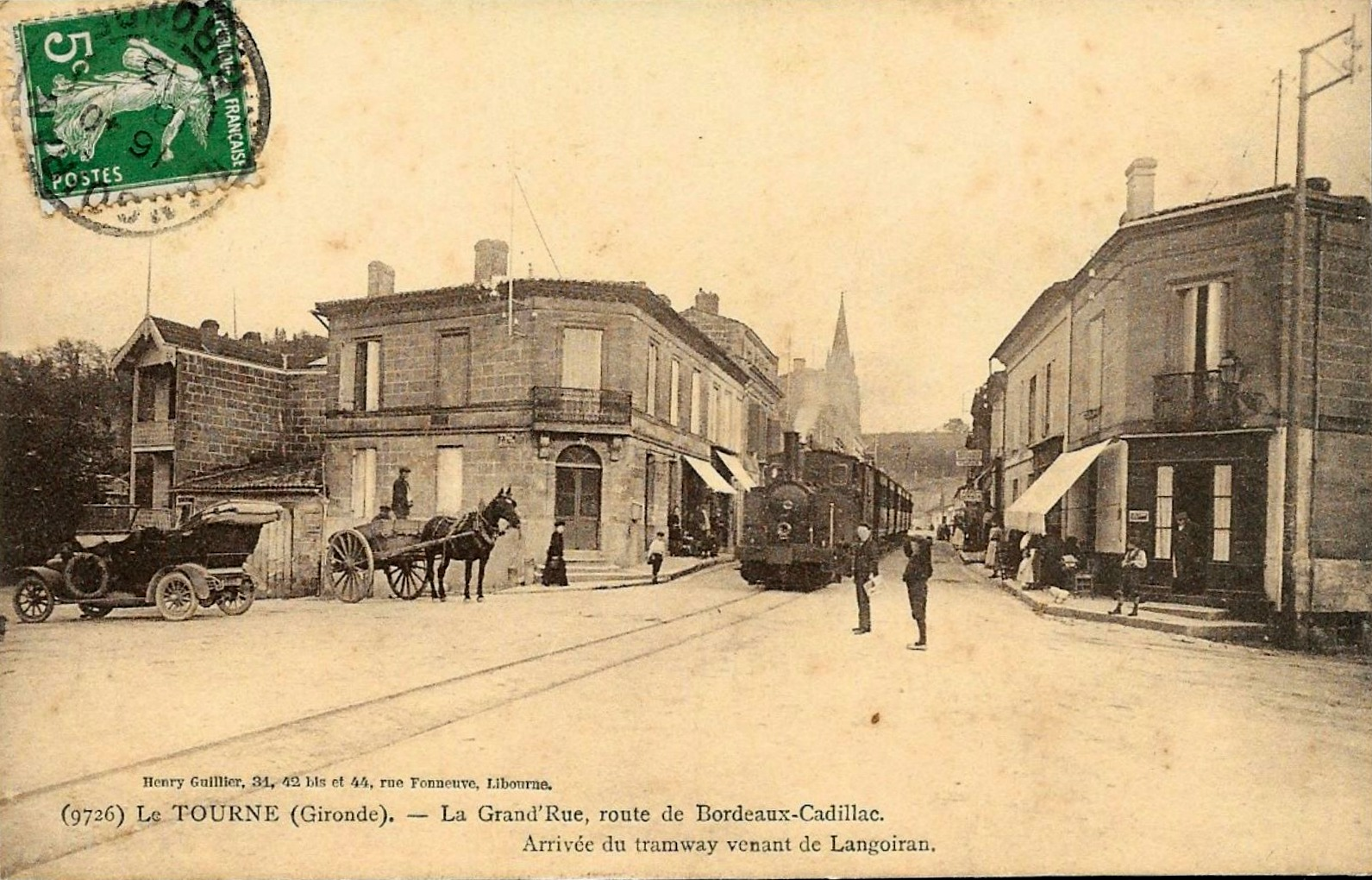
Un train traverse le bourg du Tourne.
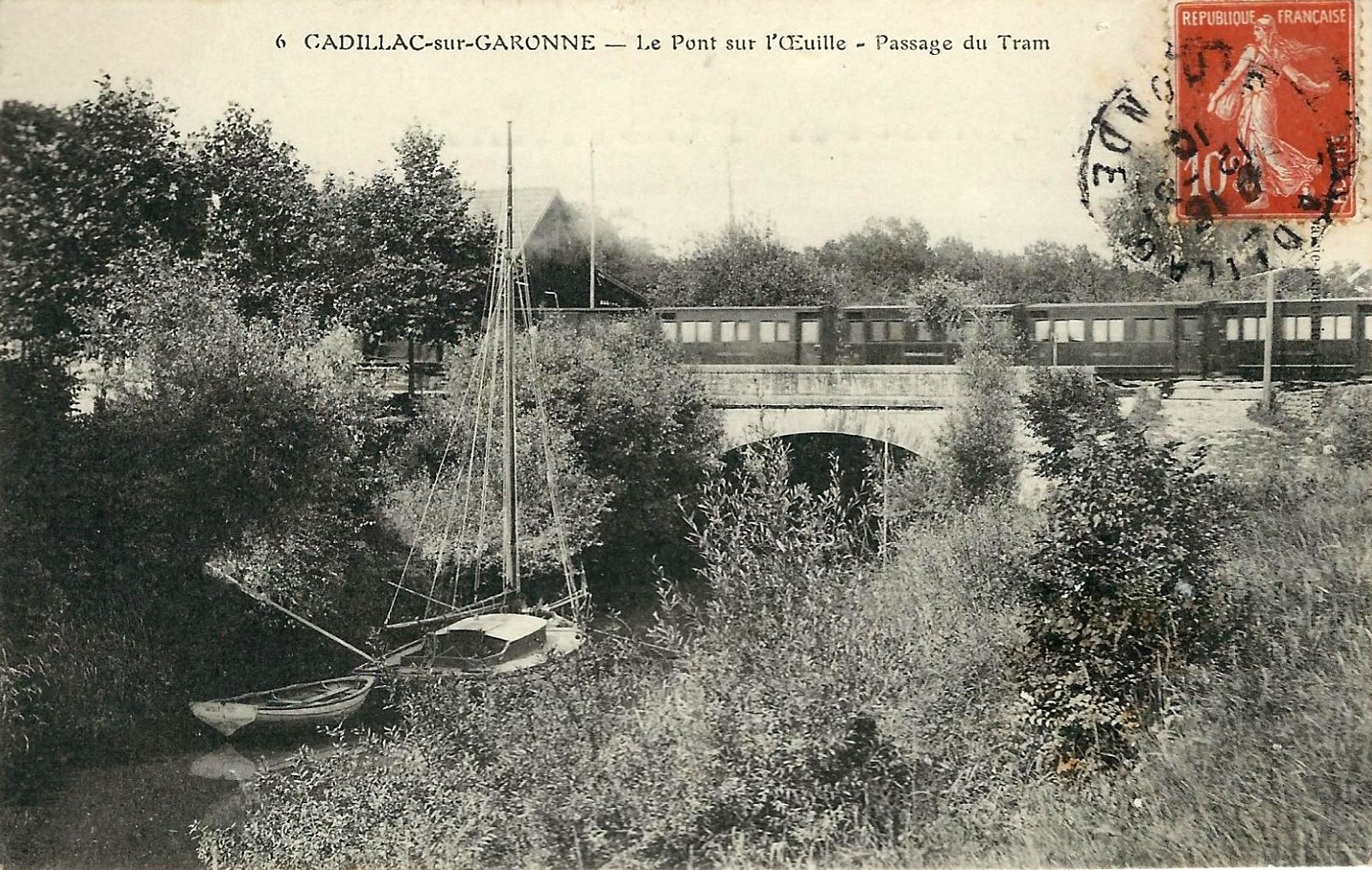
Un train sur le pont de l'Oeuille à Cadillac.

## Matériel roulant

### Locomotives à vapeur
.

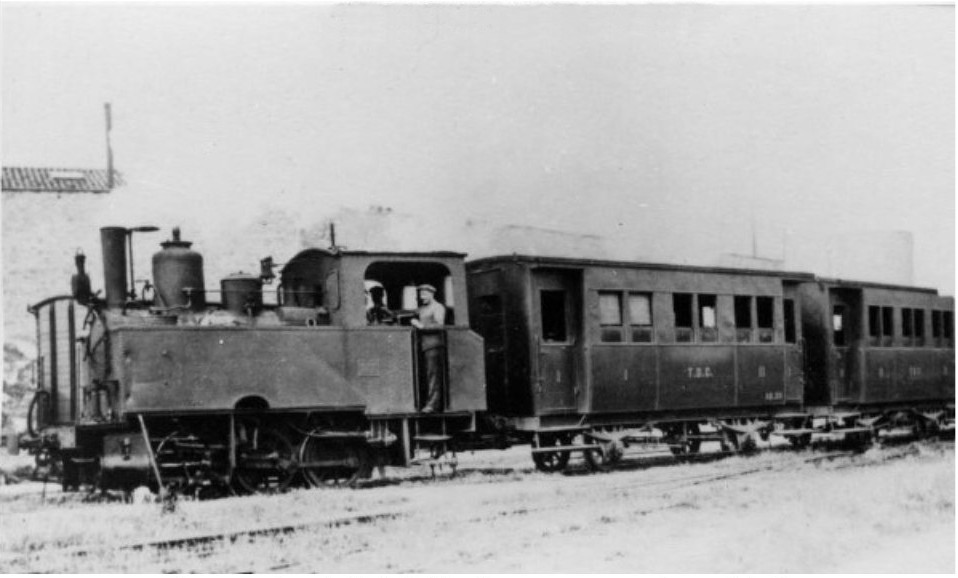
Locomotive de type 030 T, livrées par Blanc Misseron

- No 1 à 3 : type 030 T, livrées en 1897 par Blanc Misseron, N° constructeurs 111 à 113, poids à vide 14,5 tonnes
- No 4 à 5 : type 030 T, livrées en 1901 par Blanc Misseron, N° constructeurs 247 à 248, poids à vide 14,5 tonnes
- No 6 à 7 : type 030 T, livrées en 1909 par Blanc Misseron, N° constructeurs 347 et 348, poids à vide 14,5 tonnes

### Voitures voyageurs
- A, 1re classe, (nombre inconnu)
- AB, 1re et 2e classe, (nombre inconnu)
- B, 2e classe, (nombre inconnu)

### Fourgons à bagages
- DP 5 unités

## Matériel et installations préservés

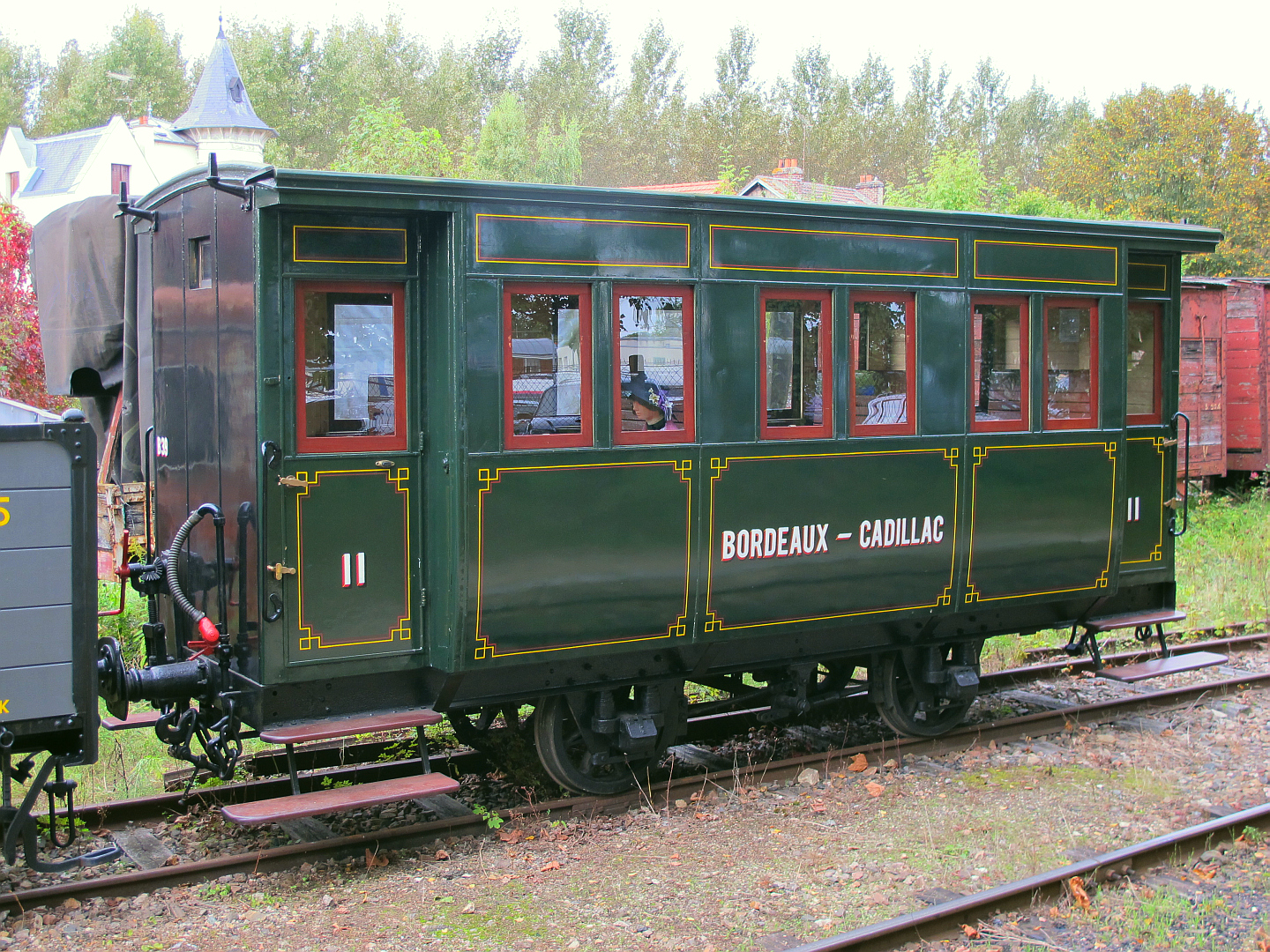
La voiture B 39 préservée au MTVS.

Une voiture à essieux de 2e classe N° B 39 construite par Dyle et Bacalan en 1897, est préservée au musée des tramways à vapeur et des chemins de fer secondaires français  Classé MH (1994).